# Свеклино (Псковская область)
Свеклино — деревня в Островском районе Псковской области. Входит в состав Городищенской волости.
Расположена на правом берегу реки Великая, в 18 км к югу от центра города Остров.
Численность населения деревни по состоянию на 2000 год составляет 30 жителей.